# Тройштедт
Тройштедт (нем. Troistedt) — община в Германии, в земле Тюрингия. 
Входит в состав района Веймар. Подчиняется управлению Грамметаль. Население составляет 197 человек (на 31 декабря 2010 года). Занимает площадь 9,28 км².